# Obrežni pas
Obrežni pas ali obvodno območje je vmesni prostor med kopnim in reko oz. potokom. Obrežni pas pomeni tudi ustrezno nomenklaturo za enega od petnajstih kopenskih biomov zemlje. Rastlinski habitati vzdolž rečnih robov in bregov se imenujejo obrežna vegetacija, katera je značilna za hidrofilne rastline. Obvodna območja so zaradi ohranjanja tal in prsti pomembna tako za ekologijo kot tudi za ravnanje z okoljem ter za gradbeništvo, saj habitati in njihova raznolikost vplivajo na živalstvo, na vodne ekosisteme, na travnike, gozdove, mokrišča ter celo na okolja, kjer rastline ne uspevajo. V nekaterih regijah se za opredelitev obrežnega pasu uporabljajo pojmi obvodni gozd, obrežni varovalni pas ali obrežni trakovi. Beseda "obvodni" izhaja iz latinske RIPA, kar pomeni breg.

## Značilnosti
Obvodna območja so lahko naravna ali človeško zasnovana za stabilizacijo tal oziroma za njihovo obnovo. Ta območja so pomembni naravni biofiltri, ki zaščitijo vodna okolja pred prekomerno sedimentacijo in pred onesnaženostjo površinskih odtokov in erozije. Pokrivajo zavetje in nudijo hrano za številne vodne živali in hkrati dajejo tudi senco, ki preprečuje nenadne hitre spremembe temperature. Ko se obvodna območja poškodujejo zaradi gradbeništva, kmetijstva ali gozdarstva, biološka obnova po navadi poteka s pomočjo človekovega posega v naravo; človek skuša obvladati erozijo in obnavljati rastline. Če je območje v bližini stoječe vode ali z vodo nasičenih tal, pojav običajno imenujemo mokrišče. Zaradi svoje pomembne vloge pri podpiranju raznolikosti vrst so obrežni pasovi pogosto predmet nacionalne zaščite v akcijskem načrtu za biotsko raznovrstnost. Za to se zavzema program "Plant or Vegetation Waste Buffer," kateri se trudi ohranjati ogrožene vrste in habitate. Raziskave kažejo, da obrežna območja igrajo pomembno vlogo pri izboljšanju kakovosti vode za površinski odtok. Obvodna območja lahko vplivajo tudi na zniževanje onesnaženja površinskih odtokov z nitrati, kot so npr. razna gnojila iz področij kmetijstva, katera bi drugače lahko oškodovala ekosisteme in zdravje ljudi. Omejitev in zmanjševanje nitrata v omenjenih območjih je torej zelo pomembno. Uporaba mokrišč obrežnih pasov kaže posebej visoko stopnjo odstranjevanja nitrata, ki vstopa v rečni tok.

## Vloge in funkcije
Pomembna naloga, ki jo opravljajo obrežni pasovi je ta, da razpršijo energijo tokov: gladke krivulje reke, skupaj z vegetacijo in koreninskim sistemom razpršijo energijo toku, kar povzroča manjšo erozijo tal in zmanjšanje možnosti škode zaradi poplav. Obrežni pasovi skušajo doprinesti k manj motni vodi, obnavljajo tla in gradijo tok reke. Onesnaževala so izločena iz površinskega odtoka in tako se izboljšuje kakovost vode preko biofiltracije. Obrežni pasovi imajo tudi vlogo habitata za divje živali in tako predstavljajo večjo biotsko raznovrstnost za prosto živeče živali. Vodni in obvodni organizmi se torej premikajo in živijo vzdolž rečnih sistemov in se tako hkrati izognejo izoliranosti posameznih skupnosti. Obrežna vegetacija lahko predstavlja tudi hrano za živali in živino . S pretokom vode zagotavljajo tudi rodno pokrajino za organizme. Hranila iz kopenske vegetacije (npr. rastlinski odpadki in razni odpadki žuželk) se prenesejo na vodne prehranjevalne splete. Vegetacija, ki obkroža tok reke, povzroča senco vodi in tako blaži temperaturne spremembe vode. Vegetacija prispeva tudi k sami obliki zemeljske površine s tem, ko naplavi dele lesa, kar je pomembno za ohranjanje geomorfologije. S socialnega vidika obrežni pasovi prispevajo k vrednosti nepremičnin, ki se nahajajo v bližini omenjenih pasov. Predstavljajo naravno dobrino ter predstavljajo užitek za pešce in kolesarje. Prostor je ustvarjen za obvodne športe, kot so ribolov, plavanje in učenje plutja po vodi.

## Vloga pri sečnji
Varovanje obrežnih območij se pogosto obravnava pri sečnji. Nedotaknjena tla, njena pokritost in vegetacija zagotavljajo senco, rastlinski odpadki in lesni material pa zmanjševanje razjedanja zemeljske površine (erodiranje) iz obdelovalnih površin. Dejavniki, kot so vrsta tal in zemeljska struktura, podnebna razmerja in rastlinska pokritost nad zemljo, vplivajo na učinkovitost obrežnega varovalnega pasu.

## Vegetacija
Izbira dreves v obrežnih območjih se razlikuje od tistih v mokriščih in je običajno sestavljena iz rastlin, ki so bodisi vodne rastline, zelišča ali drevesa in grmičevje, ki uspeva v bližini vode.
Vegetacija v različnih delih sveta zajema drugačne vrste rastlin. V Ameriki (Washington, Oregon) obrežna vegetacija vključuje grmičevja, praproti in drevesa kot je na primer tisa, divja češnja in sekvoja , v Aziji je med najbolj značilnimi šaš, v Avstraliji čajevec, za srednjo Evropo pa so najbolj značilni topoli.

## Popravila in obnova
Očiščena območja, ki jih prizadenejo še poplave, lahko hitro spodkopljejo rečne bregove in s seboj vzamejo dragoceno travo in prst po rečni strugi. S tem omogočijo soncu, da območja popolnoma izsuši. V Upper Hunter Valley of New South Wales v Avstraliji, je bila uporabljena tehnika »Naravnega zaporednega kmetovanja« (Natural Sequence Farming)v upanju, da bi hitro obnovili erodirane kmetije v optimalno produktivnost. Tehnika »naravnega zaporedja kmetovanja« vključuje dodajanje ovir na poti vode, ker s tem zmanjšajo moč toka vode. To pomaga vodi, da prenaša zemljo in pronica na poplavljena območja. Druga tehnika je, da se hitro vzpostavi ekološko nasledstvo s spodbujanjem hitro rastočih rastlin kot je na primer plevel. Ta se lahko širi vzdolž vodotoka in povzroča degradacijo okolja, hkrati pa lahko stabilizira prst, prinese ogljik v zemljo in zaščiti zemljo pred izsušitvijo. Plevel bo izboljšal strugo, tako da se lahko drevesa in trava spet vrnejo in kasneje nadomestijo plevel. Obstaja še več drugih tehnik, ki jih vladne in nevladne agencije uporabljajo za reševanje obrežja in degradacij strug, od postavljanja kontrolnih struktur iz hlodov do lesenih valobranov ali nameščanja skal.